# Semiothisa intermaculata
Semiothisa intermaculata là một loài bướm đêm trong họ Geometridae.